# استخدام البهارات في الفترة الكلاسيكية

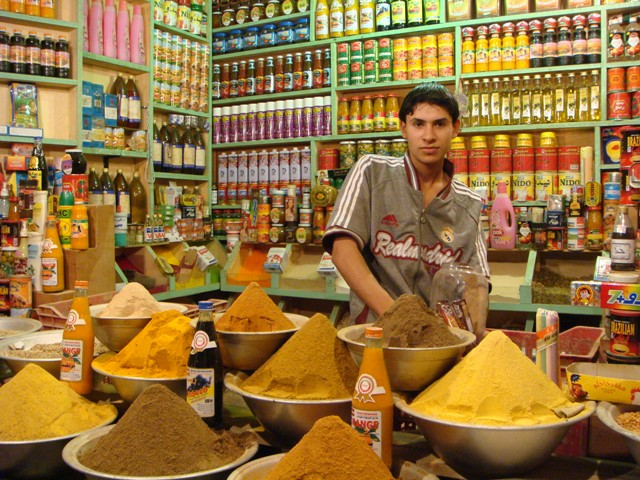
سوق بهارات في الناصرية يعرض بهارات معينة.

كانت التوابل تُستخدم من قبل البشر لآلاف السنين، إذ أن العديد من الحضارات في العصور القديمة استخدمت مجموعة متنوعة من التوابل لفوائدها المعروفة. تم استخدام مجموعة متنوعة من التوابل لأغراض مشتركة في جميع أنحاء العالم القديم، كما تم استخدامها لإنشاء مجموعة متنوعة من المنتجات المصممة لتعزيز أو قمع بعض الأحاسيس. ارتبطت التوابل أيضًا بطقوس معينة لإدامة الخرافة أو الوفاء بواجب ديني، من بين أمور أخرى.

## تاريخ أول استخدام معروف للتوابل

### مصر القديمة
تمت ذكر توابل مصنفة على أنها كزبرة، وشمر، وعرعر، وكمون، وثوم، وزعتر في عام 1550 قبل الميلاد، في أوراق بردي مصرية لتأثيراتها الصحية المحددة.

### النفوذ الصيني
سجل المنشور الصيني المبكر لـ شينونغ بن تساو جينغ، أو طب الأعشاب التقليدي الذي يرجع تاريخه إلى حوالي 2700 قبل الميلاد، أكثر من مائة نبات طبي.

### بلاد ما بين النهرين القديمة
تذكر الألواح الطينية السومرية التي يعود تاريخها إلى الألفية الثالثة قبل الميلاد العديد من النباتات، بما في ذلك الزعتر. قام الملك مرودخ بلدان الثاني (722-710 قبل الميلاد) من بابل بزراعة العديد من التوابل والأعشاب (على سبيل المثال: الهيل والكزبرة والثوم والزعتر والزعفران والكركم ). كان يعتقد أن إله القمر البابلي، سين، يتحكم في النباتات الطبية.

### بلاد فارس القديمة
تفيد السجلات التي تعود إلى عهد الملك قورش الكبير (559-530 قبل الميلاد) بشراء 395000 حفنة من الثوم. علاوة على ذلك، كان الفرس ينتجون الزيوت الأساسية من الورد، الزنابق، الكزبرة، والزعفران.

### الأصول الهندية
استخدم الهنود التوابل والأعشاب مثل الفلفل الأسود والقرفة والكركم والهيل لآلاف السنين لأغراض الطهي والعلاج.

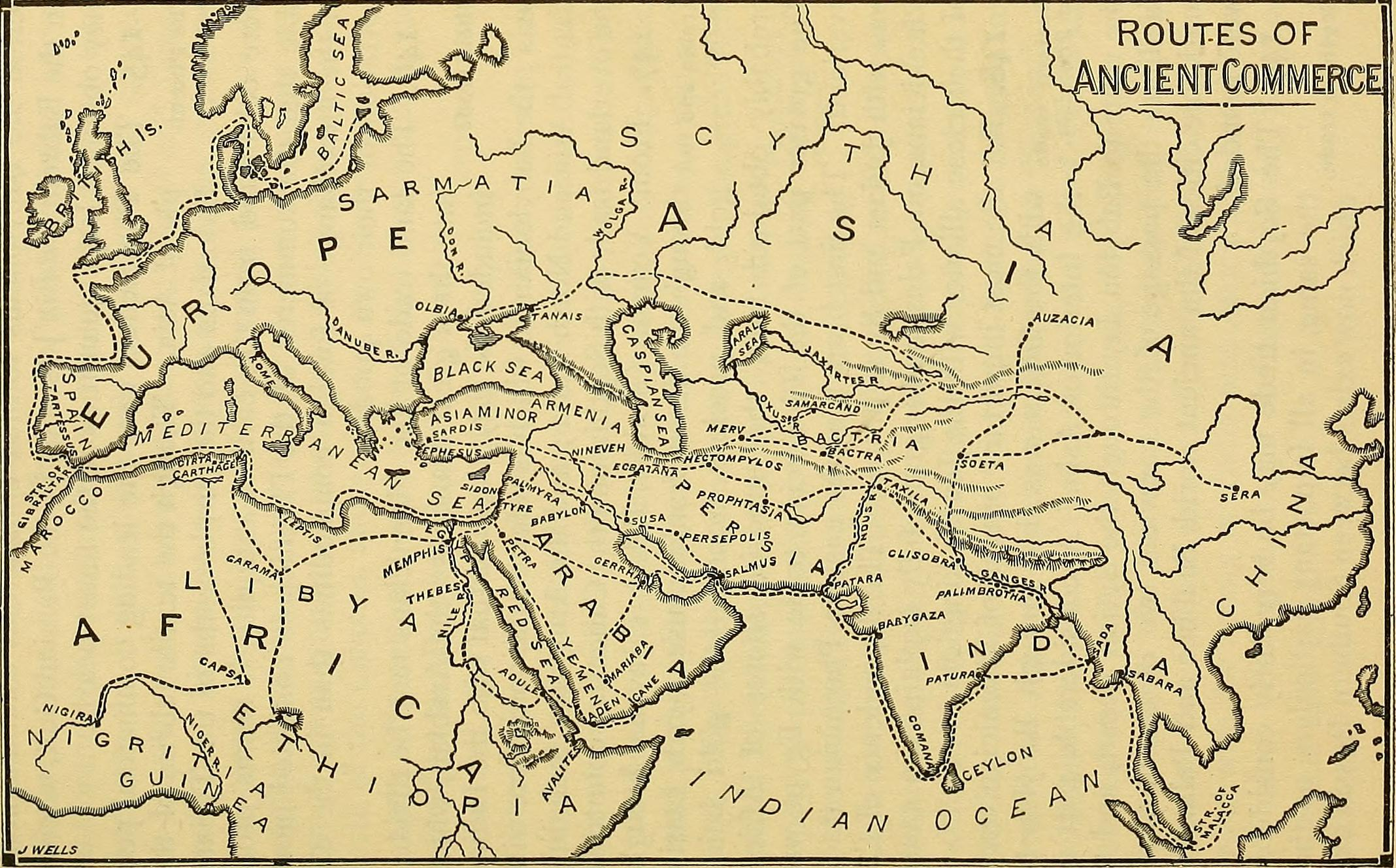
طرق التجارة القديمة.

### اليونان وروما
كنتيجة لغزو الإسكندر الأكبر لآسيا الصغرى، تمكن العالم الهيليني من الوصول إلى العديد من التوابل الشرقية. العديد من التوابل الشرقية مثل الفلفل، كاسيا، القرفة، و الزنجبيل تم استيرادها من قبل الإغريق. كتب أبقراط، الذي يُطلق عليه غالبًا "أبو الطب"، العديد من الرسائل حول النباتات الطبية بما في ذلك الزعفران والقرفة والزعتر والكزبرة والنعناع والمردقوش . تم استخدام أحد أهم التوابل الطبية اليونانية في وقت مبكر من القرن السابع قبل الميلاد وكان يُعرف باسم السلفيوم، وهو نبات انقرض في القرن الأول الميلادي.